# Finišer

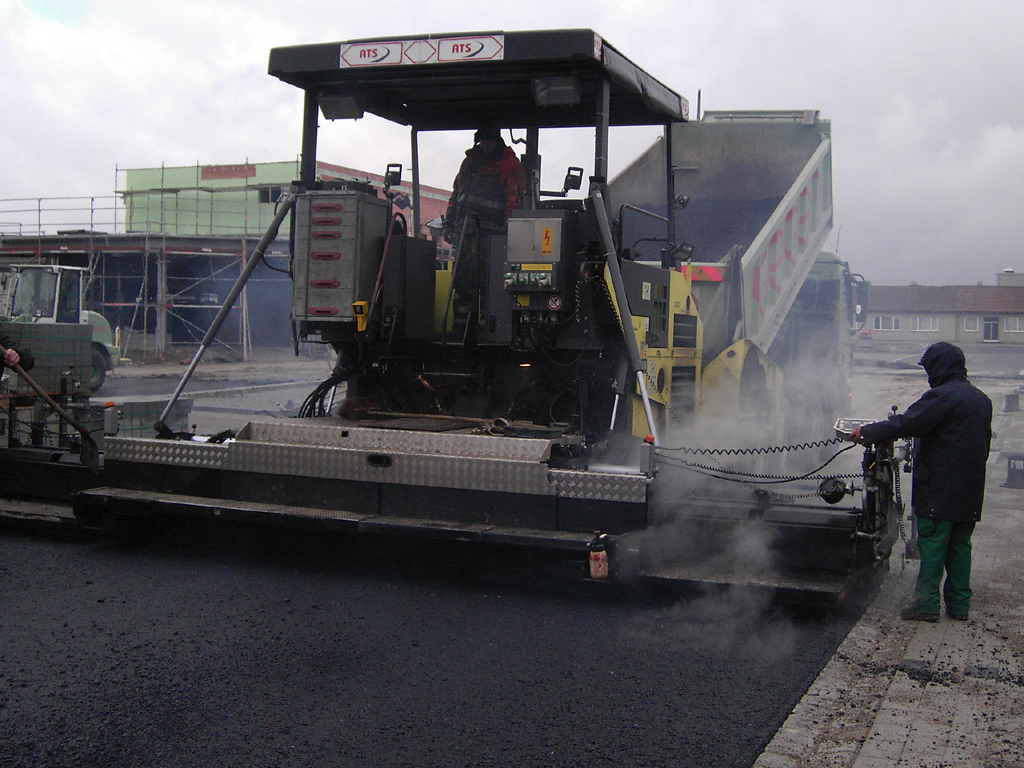
Finišér při práci

Finišer (také finišér) neboli asfaltovačka je stroj používaný především v silničním stavitelství pro pokládku živičných (asfaltových), betonových a jiných zpevněných ploch.

## Princip práce finišeru
Tento stroj pracuje v podstatě tak, že do tzv. koše vysype nákladní vozidlo materiál, na dně koše jsou většinou dva pásy ve tvaru žebříku, které dopravují materiál před hladící lištu (žehličku). Pomocí příčné šroubovice se tento materiál dostane na celou šířku hladící lišty. Pak se materiál dostane mezi podklad a hladící lištu, která zajistí primární zhutnění materiálu a rovnoměrné rozložení materiálu na podkladní ploše. Finišery mohou pokládat materiál v šířce od 0,5–16 metrů, dle typu užitého stroje. Pracovní šířka stroje je vždy variabilní díky teleskopické hladící liště.